# Сін Се Кьон
Сін Се Кьон (кор. 신세경, 申世炅, нар. 29 липня 1990, Сеул, Республіка Корея) — південнокорейська акторка, співачка та модель.

## Біографія
Сін Се Кьон народилася 29 липня 1990 року у столиці Південної Кореї, місті Сеул. 
Кар'єру розпочала в якості моделі у 1998 році. Першу роль у серіалі отримала у історичному серіалі «Земля» 2004 року, у наступні роки зіграла у кількох фільмах. Зростання популярності пов'язане з роллю у популярному сіткомі «Сильний удар 2: Через дах» 2009 року, за роль в якому Се Кьон отримала перші нагороди та численні рекламні контракти. У 2011 році вона отримала головні ролі у фільмі-екшн «Заднім числом» та історичному серіалі «Дерево з глибоким корінням». У 2014 році стала амбасадоркою доброї волі при корейському комітеті ЮНЕСКО, що стало визнанням її внеску в популярізацію корейської культури та мови.

## Фільмографія

### Телевізійні серіали
| Рік       | Назва                                    | Роль                        | Мережа |
| --------- | ---------------------------------------- | --------------------------- | ------ |
| 2004      | «Земля»                                  | Чхве Со Хі (підліток)       | SBS    |
| 2009      | «Королева Сондок»                        | принцеса Чонмьон (підліток) | MBC    |
| 2009      | «Сильний удар 2: Через дах»              | Сін Се Кьон                 | MBC    |
| 2011      | «Дерево з глибоким корінням»             | Сої / Дам                   | SBS    |
| 2012      | «Сильний удар: Помста коротких ніг»      | Секьон (камео)              | MBC    |
| 2012      | «Король моди»                            | Лі Гайон                    | SBS    |
| 2012      | «Мій чоловік має сім'ю»                  | Сін Се Кьон (камео)         | KBS2   |
| 2013      | «Коли чоловік закохується»               | Со Мідо                     | MBC    |
| 2014      | «Людина-лезо»                            | Сон Се Дон                  | KBS2   |
| 2015      | «Дівчина, яка бачить запахи»             | О Чо Рім / Чхве Ин Соль     | SBS    |
| 2015–2016 | «Шість літаючих драконів»                | Бун'ї                       | SBS    |
| 2017      | «Наречена Хабек»                         | Юн Соа                      | tvN    |
| 2017–2018 | «Чорний лицар: Чоловік що охороняє мене» | Чан Хе Ра                   | KBS2   |
| 2019      | «Історик початківець Ку Хе Рьон»         | Ку Хе Рьон                  | MBC    |
| 2020-2021 | «Продовжувати»                           | О Мі Чжу                    | JTBC   |

### Фільми
| Рік  | Назва                     | Роль      |
| ---- | ------------------------- | --------- |
| 2004 | «Моя маленька наречена»   | Хьовон    |
| 2006 | «Попелюшка»               | Хьонсу    |
| 2009 | «П'ять відчуттів Еросу»   | Шін Сучон |
| 2010 | «Акустичний»              | Секьон    |
| 2011 | «Заднім числом»           | Чо Себін  |
| 2012 | «R2B: Повернення до бази» | Ю Сейон   |
| 2014 | «Тазза: Прихована картка» | Хьо Міна  |
| 2017 | «Підготовка»              | Кьонран   |

## Нагороди
| Рік  | Нагорода                                                 | Категорія                                                                                | Робота                                                 | Результат | Прим.         |
| ---- | -------------------------------------------------------- | ---------------------------------------------------------------------------------------- | ------------------------------------------------------ | --------- | ------------- |
| 2009 | Премія розваг MBC                                        | Краща нова акторка                                                                       | «Сильний удар 2: Через дах»                            | Перемога  | [ 4 ]         |
| 2009 | Премія розваг MBC                                        | Краща пара у комедії-сіткомі разом з Юн Сі Юном                                          | «Сильний удар 2: Через дах»                            | Перемога  | [ 4 ]         |
| 2010 | 4-та Премія «Mnet 20's Choice»                           | 20-ка найвпливовіших зірок                                                               |                                                        | Перемога  | [ 5 ]         |
| 2010 | 46-та Премія мистецтв Пексан                             | Краща нова акторка телебачення                                                           | «Сильний удар 2: Через дах»                            | Номінація |               |
| 2011 | 15-ий Міжнародний фестиваль фантастичного кіно у Пучхоні | Fantasia Award                                                                           | «Сильний удар 2: Через дах»                            | Перемога  | [ 6 ]         |
| 2011 | 4-та Премія Ікона стилю                                  | Нова Ікона                                                                               |                                                        | Перемога  | [ 7 ]         |
| 2011 | 48-а Премія «Великий дзвін»                              | Краща нова акторка                                                                       | «Заднім числом»                                        | Номінація |               |
| 2011 | 32-а Премія Блакитний дракон                             | Краща нова акторка                                                                       | «Заднім числом»                                        | Номінація |               |
| 2011 | 12-й Корейський фестиваль візуальних мистецтв            | Нагорода за фотогінічність у категорії телебачення                                       | «Дерево з глибоким корінням»                           | Перемога  | [ 8 ]         |
| 2011 | 19-та Премія SBS драма                                   | Нагорода за високу майстерність (акторки спеціальних драм)                               | «Дерево з глибоким корінням»                           | Перемога  | [ 9 ]         |
| 2012 | 6-та Премія «Mnet 20's Choice»                           | 20-ка жінок зірок драми                                                                  | «Дерево з глибоким корінням»                           | Номінація |               |
| 2012 | 7-а Сеульська міжнародна премія драми                    | Видатна корейська акторка                                                                | «Дерево з глибоким корінням»                           | Номінація |               |
| 2012 | 5-та Премія корейської драми                             | Нагорода за високу майстерність (акторки)                                                | «Король моди»                                          | Номінація |               |
| 2012 | 20-та Премія SBS драма                                   | Нагорода за високу майстерність (акторки мінісеріалу)                                    | «Король моди»                                          | Номінація |               |
| 2013 | Премія MBC драма                                         | Нагорода за високу майстерність (акторки мінісеріалу)                                    | «Коли чоловік закохується»                             | Перемога  | [ 10 ]        |
| 2014 | 35-та Премія Блакитний дракон                            | Популярна зірка                                                                          | «Тазза: Прихована картка»                              | Перемога  | [ 11 ]        |
| 2014 | 28-ма Премія KBS драма                                   | Нагорода за високу майстерність (акторки мінісеріалу)                                    | «Чоловік-лезо»                                         | Номінація |               |
| 2015 | 4-та Премія «Зірок МААТР»                                | Нагорода за високу майстерність (акторки мінісеріалу)                                    | «Дівчина, яка бачить запахи»                           | Номінація |               |
| 2015 | 23-тя Премія SBS драма                                   | Нагорода за високу майстерність (акторки серіалу)                                        | «Шість літаючих драконів»                              | Перемога  |               |
| 2015 | 23-тя Премія SBS драма                                   | Топ-10 зірок                                                                             | «Дівчина, яка бачить запахи» «Шість літаючих драконів» | Перемога  | [ 12 ]        |
| 2015 | 23-тя Премія SBS драма                                   | Краща пара разом з Ю А Іном                                                              | «Шість літаючих драконів»                              | Перемога  | [ 13 ]        |
| 2016 | 5-та Премія «Зірок МААТР»                                | Нагорода за високу майстерність (акторки серіалу)                                        | «Шість літаючих драконів»                              | Номінація |               |
| 2018 | 11-та Премія корейської драми                            | Нагорода за високу майстерність (акторки)                                                | «Чорний лицар: Чоловік що охороняє мене»               | Номінація | [ 14 ]        |
| 2019 | Бренд року                                               | Зірковий ютубер                                                                          | Н/Д                                                    | Перемога  | [ 15 ]        |
| 2019 | 38-ма Премія MBC драма                                   | Головний приз (Daesang)                                                                  | «Історик початківець Ку Хе Рьон»                       | Номінація | [ 16 ] [ 17 ] |
| 2019 | 38-ма Премія MBC драма                                   | Нагорода за високу майстерність (акторка серіалу що транслювався щосереди та щочетверга) | «Історик початківець Ку Хе Рьон»                       | Перемога  | [ 16 ] [ 17 ] |
| 2019 | 38-ма Премія MBC драма                                   | Краща пара (разом з Чха Ин У)                                                            | «Історик початківець Ку Хе Рьон»                       | Перемога  | [ 16 ] [ 17 ] |